# Пулома
Пулома — река в России, протекает по территории Амбарнского сельского поселения Лоухского района Республики Карелии. Впадает в озеро Энгозеро. Длина реки составляет 62 км, площадь водосборного бассейна 753 км².
Река берёт начало из Миталамбины на высоте 82,8 м над уровнем моря.

## Данные водного реестра
По данным государственного водного реестра России относится к Баренцево-Беломорскому бассейновому округу, водохозяйственный участок реки — реки бассейна Белого моря от западной границы бассейна реки Нива до северной границы бассейна реки Кемь, без реки Ковда. Речной бассейн реки — бассейны рек Кольского полуострова и Карелии, впадает в Белое море.
Код объекта в государственном водном реестре — 02020000712102000002049.

## Бассейн
Пулома протекает через озёра:
- Топорное
- Боярское
- Кулежма
- Пиртозеро
- Заячье
- Овечье
- Корг

Кроме того к бассейну Пуломы относятся озёра:

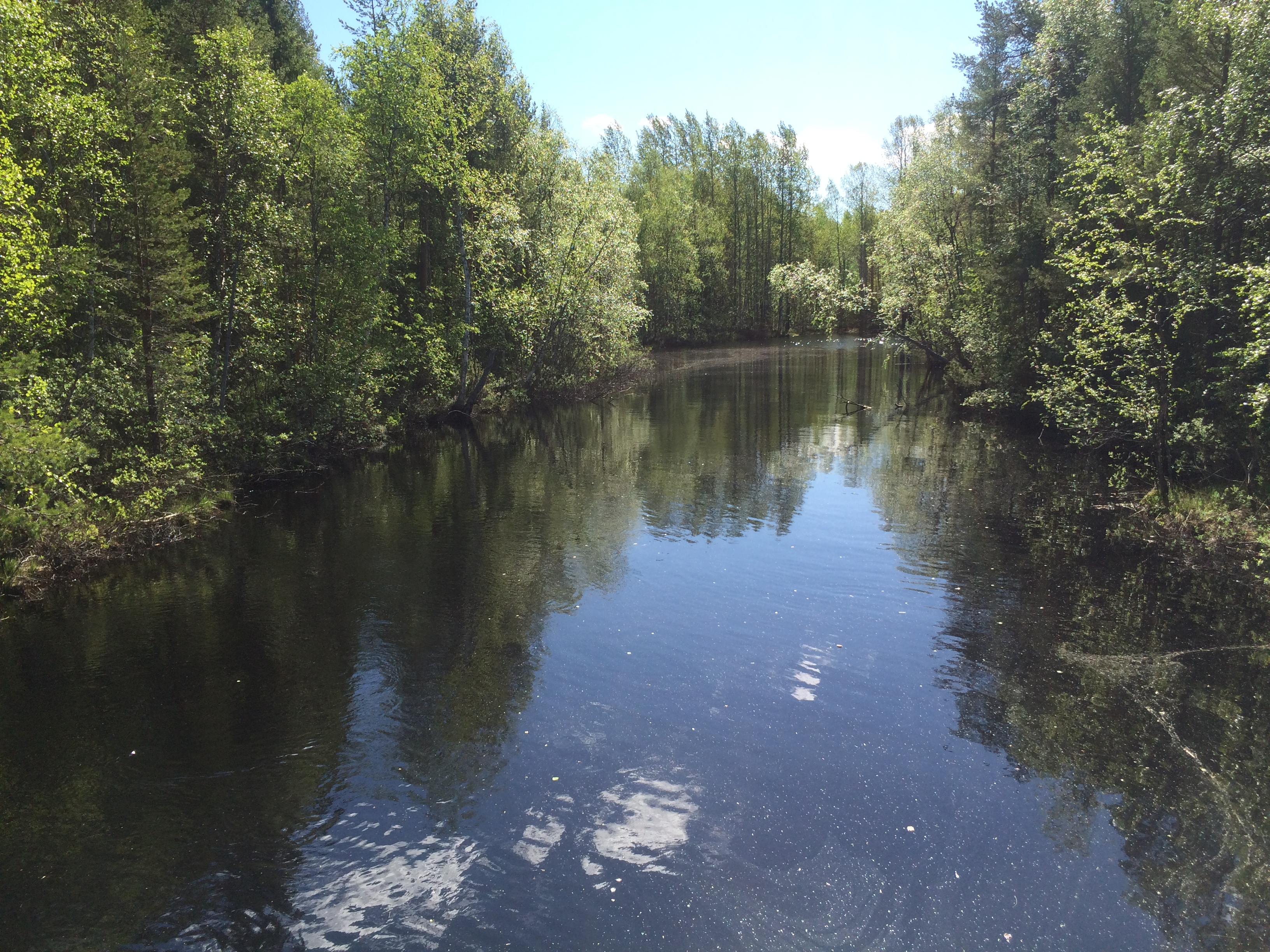
Вид по течению

- Белочье
- Косачье
- Тулинцы (протекает р. Тулинец)
- Боровое (протекает р. Тулинец)
- Элимозеро
- Железное
- Большое Кияжозеро
- Вокшозеро
- Крестовое
- Каменное
- Амбарное
- Пилка (протекает Сигрека)
- Евгений (бассейн Сигреки)
- Ульманга (протекает Сигрека)
- Кинаж